# Czerni wrych (Witosza)
Czerni wrych (bułg. Черни връх) – najwyższy szczyt masywu Witosza w Bułgarii, wznosi się na 2290 metrów n. p. m., co czyni go czwartym pod względem wysokości szczytem do korony w Bułgarii po Musale, Wichrenie i Botewie.
Zlokalizowana jest na nim stacja meteorologiczna.

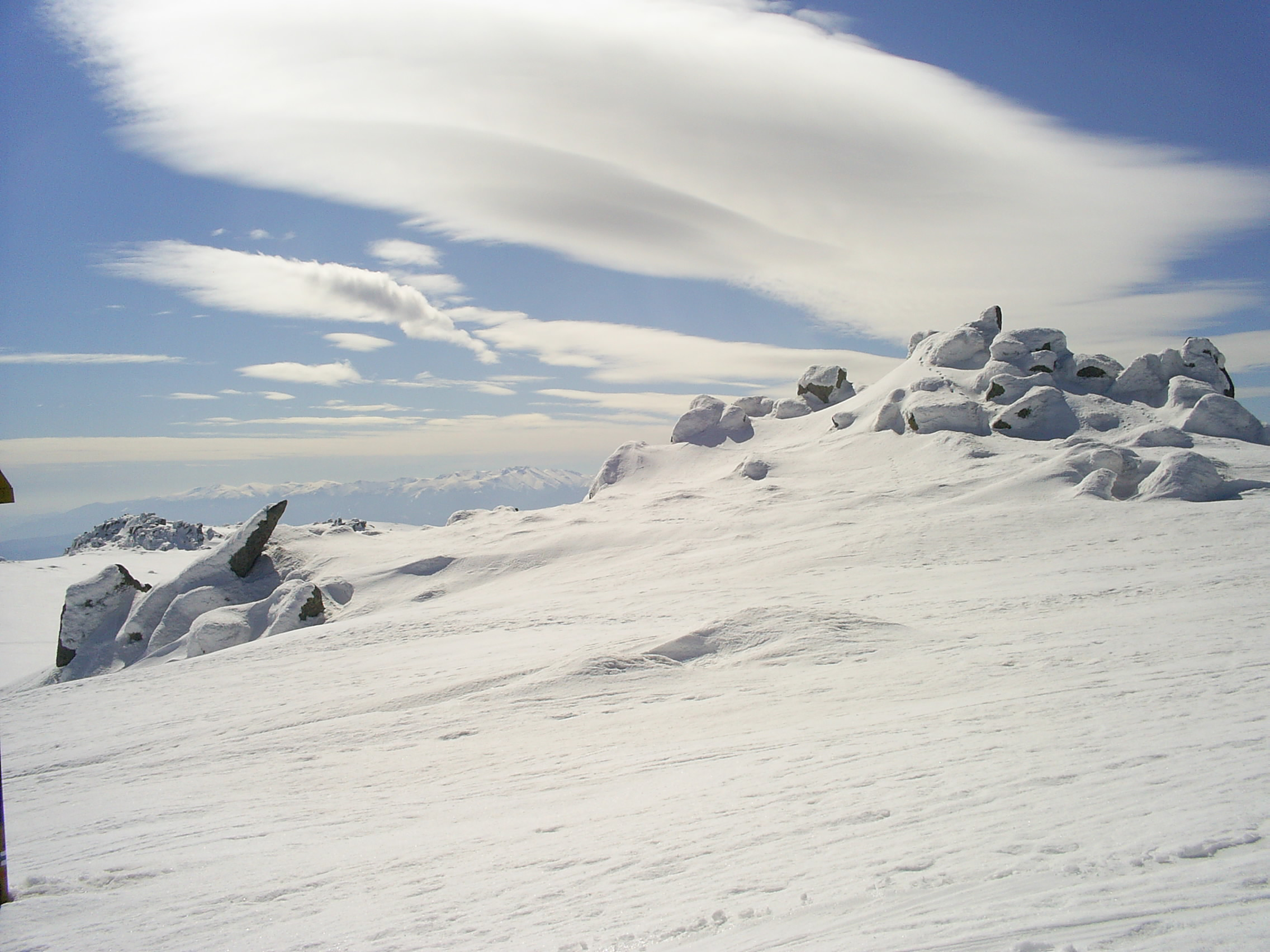
Czarny Wierch